# Ейч Пі Бакстер
Ейч Пі Бакстер (англ. H.P. Baxxter) — (справжнє ім'я Ганс-Петер Ґеердес (нім. Hans-Peter Geerdes)) — німецький музикант, лідер гурту «Scooter».

## Біографія
Народився 16 березня 1964 року в місті Лєр, Німеччина.
В 1988 разом з Ріком Джорданом, Сліном Томпсоном і його сестрою Брітт Максиме заснував гурт «Celebrate The Nun».
В 1991 році до них приєдналися Йенс Теле та його двоюрідний брат Ферріс Бюллер. Всі разом вони стали називати себе «The Loop».
В 1993 році утворився гурт Scooter, до складу якого увійшли Ейч Пі Бакстер, Ферріс Бюллер та Рік Джордан, а Йенс Теле став їх менеджером.
В серпні 1998 музика одружився зі своєю давньою подружкою Кеті, з якою був знайомий з грудня 1994 року.
У 2006 році Ейч Пі одружився зі своєю подружкою Симоне.
У жовтні 2017 року Бакстера виключили із журі телешоу DSDS («Німеччина шукає суперзірку») через незаконне відвідування окупованого Криму.